# دارم میام
دارم میام (انگلیسی: I'm on My Way) یک فیلم کمدی صامت کوتاه به تهیه‌کنندگی هال روچ است که در سال ۱۹۱۹ منتشر شد.

## بازیگران
- هارولد لوید
- اسناب پالرد
- ببه دنیلز
- سمی بروکس
- لو هاروی
- باد جیمیسون
- دی لمپتون
- ماری موسکینی
- جیمز پروت
- دوروثیا والبرت